# .lr
.lr는 라이베리아의 인터넷 국가 코드 최상위 도메인이다. Randy Bush가 관리한다. 1997년에 개설되었다.

## 2차 도메인
- com.lr: 상업
- edu.lr: 학교
- gov.lr: 정부
- org.lr: 비영리단체
- net.lr: 네트워크